# Tarmo Vaask
Tarmo Vaask (* 20. April 1967 in Võru) ist ein Musiker und Dirigent.

## Leben
Tarmo Vaask studierte bis 1991 an der Estnischen Musikakademie in Tallinn und anschließend von 1996 bis 1998 an der Hochschule für Musik und Darstellende Kunst Stuttgart. Von 1992 bis 1994 war er als Gastdirigent an der Estnischen Nationaloper tätig und leitete Opernstudio der Estnischen Musikakademie und gewann 2. Platz beim Nationalen Chorleiter Wettbewerb in Tallinn. Nach dem Studium in Stuttgart wurde er bis 2002 Chefdirigent des Akademischen Orchesters Freiburg. In diese Zeit fielen die Gastdirigate beim SWR Vokalensemble Stuttgart sowie beim Chœurs de Radio France. Von 2002 bis 2007 war er der Künstlerischer Leiter von der Philharmonie Schwäbisch Gmünd. 2002–04 Chordirektor mit Dirigierverpflichtung am Theater Altenburg-Gera und 2004–07 Chordirektor mit Dirigierverpflichtung als Kapellmeister am Theater & Orchester Heidelberg.
2007 gab er die mehrfachen Verpflichtungen auf und wurde Chordirektor und Kapellmeister am Theater Bremen, bevor er 2010 Chordirektor am Stadttheater Bern wurde. Seit 2011 ist Vaask Chordirektor und Kapellmeister am Staatstheater Nürnberg. Für die Schlossfestspiele Heidenheim bereitete Vaask für 3 Produktionen die Stuttgarter Choristen vor. Seit 2015 ist er Künstlerischer Leiter des LGV-Konzertchores Nürnberg. Im Frühjahr 2016 war Tarmo Vaask als  Gastdirigent beim MDR-Rundfunkchor in Leipzig engagiert.
Tarmo Vaask ist verheiratet und hat drei Kinder.